# Citroën TUB

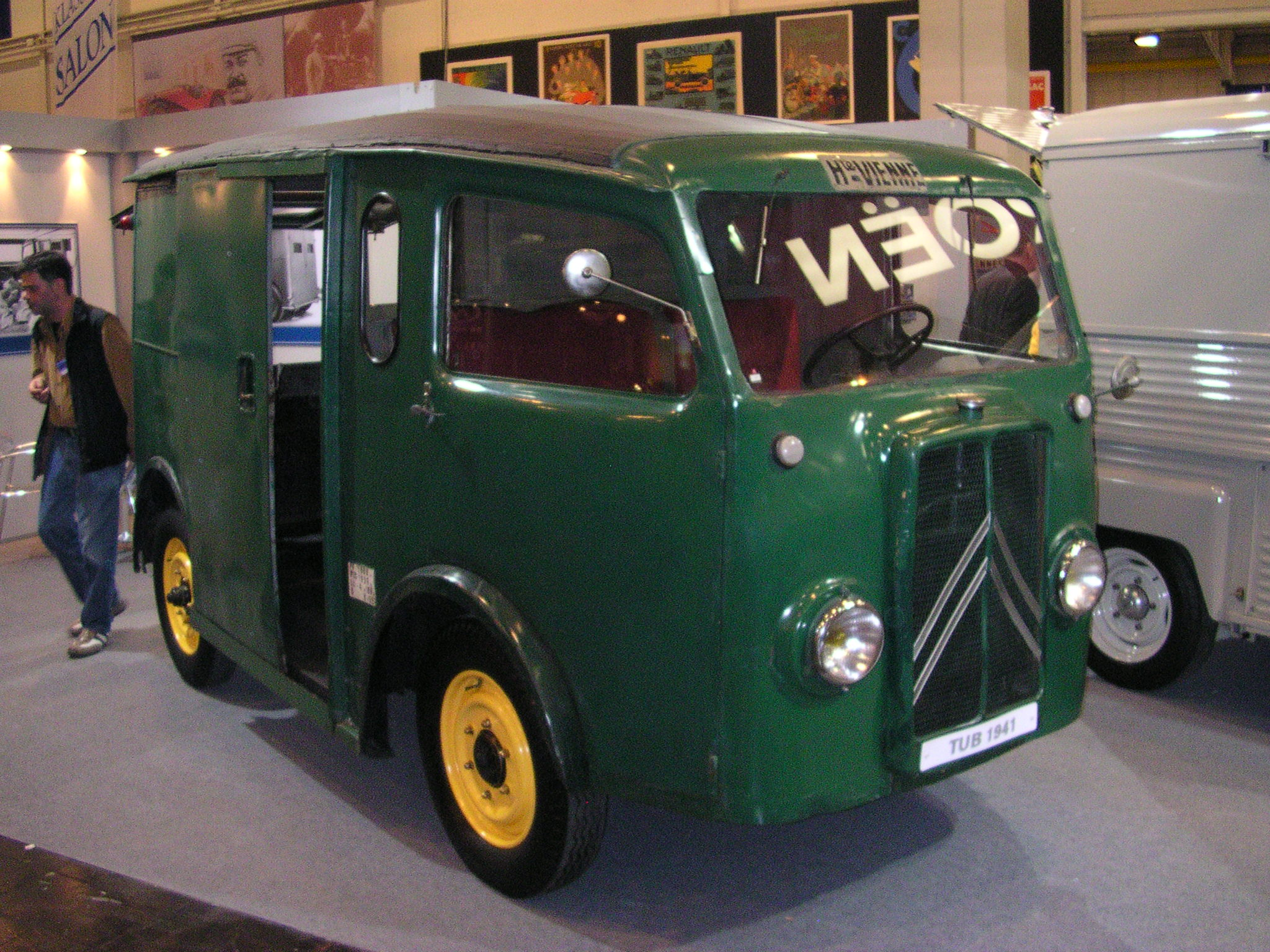

Citroën TUB – lekki van, furgonetka i pojazd użytkowy, był  produkowany przez Citroëna w latach 1939–1941.
Model był pierwszym pojazdem użytkowym z przesuwanymi drzwiami bocznymi. Citroën użył silnika i skrzyni biegów Citroëna Traction Avant wprowadzonego w 1934 roku do TUB. Silnik znajdował się przed osią, a skrzynia biegów za nią. Następcą TUB-a był Citroën Type H. W latach 1939–1941 zbudowano łącznie 1748 egzemplarzy. TUB był pionierem przedniego napędu w modelach dostawczych oraz pierwszym vanem z przesuwnymi drzwiami bocznymi. Dużym ułatwieniem dla dostawcy była również obniżona podłoga.

## Charakterystyka[3]
Citroën TUB zaprezentowany na jubileuszowym spotkaniu w lipcu 2019 roku w La Ferté Vidame
- Rozstaw osi przedniej: 1,48 m
- Rozstaw osi tylnej: 1,61 m
- Wysokość: 2,13 m
- Wysokość wnętrza: 1,75 m
- Długość płaskiej podłogi: 3,30 m
- Opony: 16 x 45 lub 16 x 50
- Silnik: 7 KM i przednia oś
- Drążki skrętne przedniego zawieszenia i tylne półeliptyczne ostrza
- Kubatura użytkowa: 7 m³
- Masa własna: 1330 kg (TUB)